# Olympische Jugend-Winterspiele 2020/Teilnehmer (Zypern)
| Gelbes Symbol für Goldmedaillen mit stilisierten Olympischen Ringen | Graues Symbol für Silbermedaillen mit stilisierten Olympischen Ringen | Braundes Symbol für Bronzemedaillen mit stilisierten Olympischen Ringen |
| ------------------------------------------------------------------- | --------------------------------------------------------------------- | ----------------------------------------------------------------------- |
| —                                                                   | —                                                                     | —                                                                       |

Die Republik Zypern nahm an den Olympischen Jugend-Winterspielen 2020 in Lausanne mit einer Athletin im Ski Alpin teil.

## Teilnehmer nach Sportarten

### Ski Alpin
| Athleten           | Wettbewerbe  | 1. Lauf     | 1. Lauf | 2. Lauf     | 2. Lauf | Gesamt      | Gesamt |
| Athleten           | Wettbewerbe  | Zeit        | Rang    | Zeit        | Rang    | Zeit        | Rang   |
| ------------------ | ------------ | ----------- | ------- | ----------- | ------- | ----------- | ------ |
| Mädchen            |              |             |         |             |         |             |        |
| Georgia Epiphaniou | Riesenslalom | 1:23,88 min | 50      | 1:23,40 min | 35      | 2:47,28 min | 35     |
| Georgia Epiphaniou | Slalom       | DNF         | DNF     | DNF         | DNF     | DNF         | DNF    |